# ひねポン

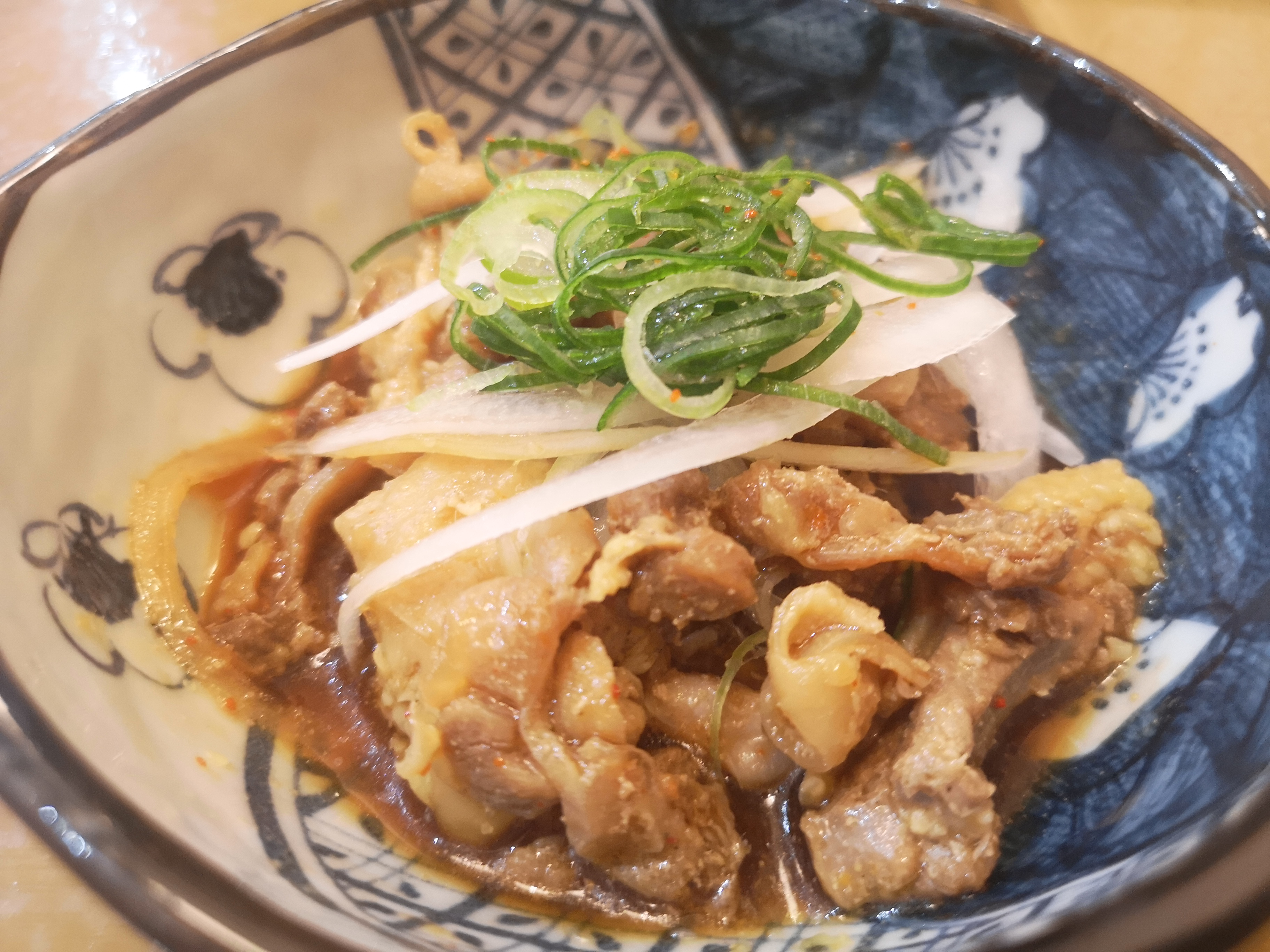
ひねポン

ひねポンまたはひねぽんとは、ひね鳥の肉を炙ってポン酢を加えて作る料理である。しばしば薬味も添えられるが、薬味に何を使うかは必ずしも決まっていない。ひねポンを提供する飲食店は複数見られるが、このようなこともあって一口にひねポンと言っても店によって違いも見られる。

## 背景
ひねポンは関西の西外れに当たる播州の名物料理として知られている。播州では鶏卵を得ることなどを目的として養鶏が行われてきた。しかし年老いると卵を産まなくなり、そのような雌鶏をひね鶏（ひねどり）と呼ぶ。ひね鶏は年老いていることもあり、通常の食肉として出荷される鶏肉用の若いニワトリよりも肉質が硬い。そのような肉質ではあっても炙ってポン酢で和えてみたところ独特の旨味があったため、ひねポンを播州の姫路などでは提供する飲食店も現れた。主に居酒屋で提供され、炙ったひね鶏の肉をポン酢で和える点は共通ながら、味は店ごとに異なっている。